# Guillaume Dupuytren
Guillaume Dupuytren (ur. 3 października 1777 w Pierre-Buffière, zm. 8 lutego 1835 w Paryżu) – francuski chirurg, baron.
Medycynę ukończył w Paryżu w nowo powstałej École de Médecine, a następnie w wieku zaledwie osiemnastu lat rozpoczął pracę naukową w tejże szkole. Jego wczesne prace dotyczyły patomorfologii i chirurgii. W 1803 roku został chirurgiem w Hôtel-Dieu, a w 1812 roku profesorem chirurgii stosowanej. W 1815 roku został głównym chirurgiem w Hôtel-Dieu, a w 1816 roku został osobistym chirurgiem króla Francji Ludwika XVIII otrzymując jednocześnie tytuł barona. 4 kwietnia 1825 roku został wybrany członkiem francuskiej Akademii Nauk w sekcji medycyny i chirurgii.
Zasłynął jako utalentowany operator i wykładowca. Jako pierwszy, w 1812 roku jako pierwszy dokonał resekcji żuchwy, w 1819 opisał jeden z typów złamań podudzia (złamanie Dupuytrena), a w 1831 roku przykurcz rozcięgna dłoniowego (przykurcz Dupuytrena).